# Nová radnice (Náchod)
Nová radnice je památkově chráněný objekt na Masarykově náměstí v Náchodě. Byla postavena počátkem 20. století a patří k významným památkám v novorenesančním slohu, fasáda je zdobena malbami podle návrhů M. Alše, částečně zůstaly dochovány i bohatě zdobené interiéry (obřadní síň). Mezi kulturní památky byla radnice zapsána v roce 1964, dnes je sídlem Městského úřadu v Náchodě.

## Historie

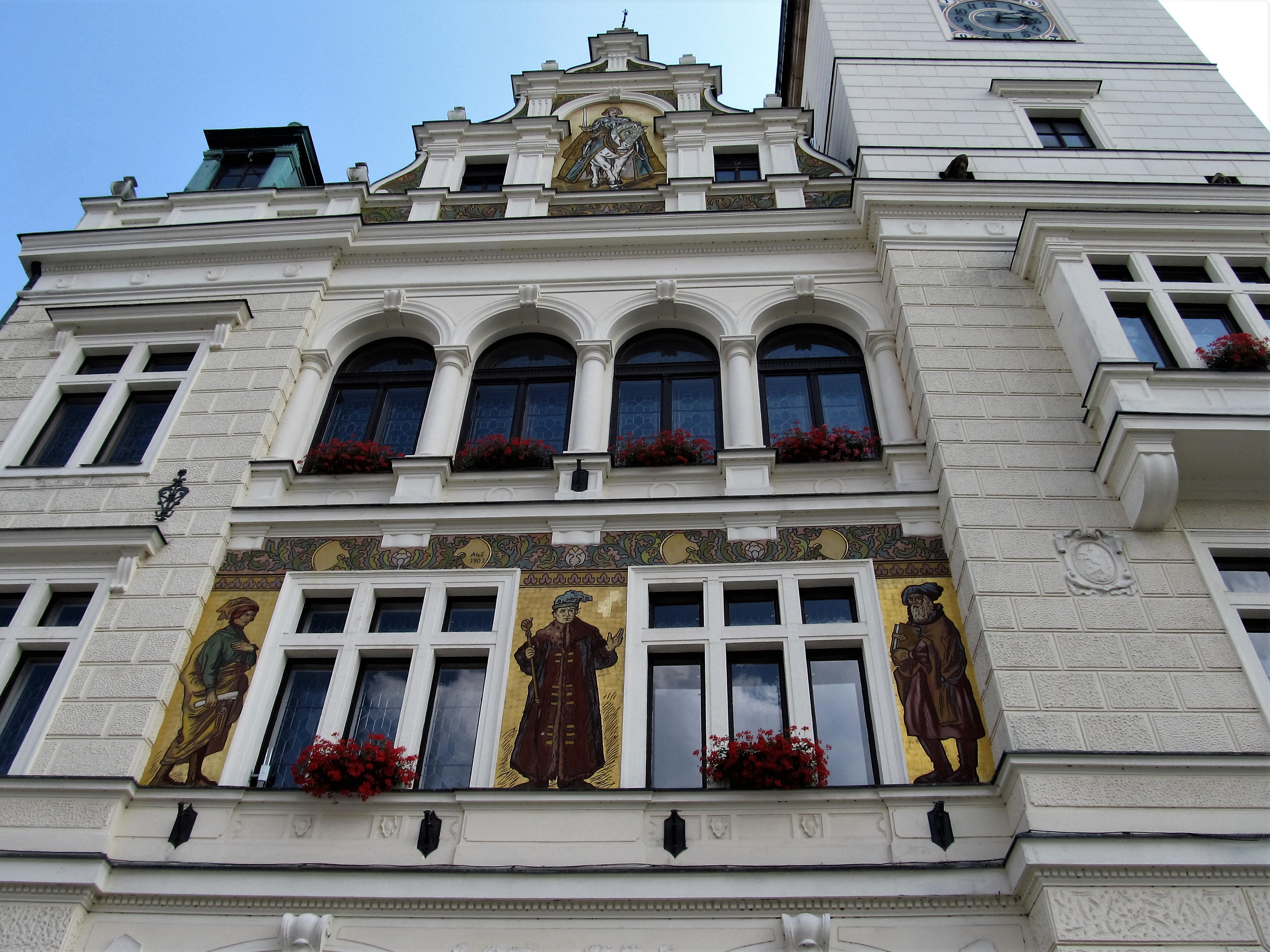
Průčelí radnice z Masarykova náměstí

V polovině 19. století muselo město vyklidit prostory staré radnice (Masarykovo náměstí č.p. 1) pro potřeby nově vzniklého okresního soudu. Městské zastupitelstvo pak zasedalo na náměstí v domě č.p. 67, který byl součástí bývalého pivovaru, později se rada scházela v přízemí hotelu Beránek. Vzhledem k rozvoji Náchoda jako centra celého česko-kladského pomezí to ale bylo vnímáno jako provizorium.
Počátkem 20. století vykoupilo město dva barokní měšťanské domy v jihovýchodní části náměstí a na jejich místě měla vzniknout nová radniční budova. Ze třinácti návrhů vybralo zastupitelstvo projekt pražského architekta Josefa Podhajského, stavební práce provedl místní stavitel Josef Martínek. Dvoukřídlá budova se severním průčelím na Masarykově náměstí a západním průčelím obráceným do Poštovní ulice byla v nároží obohacena o věž vysokou 46 metrů, která patří k dominantám panoramatu města.
Výstavba radnice včetně vnější i vnitřní výzdoby proběhla poměrně rychle od léta 1902 do zimy 1903. Pro malířskou výzdobu fasády byl osloven Mikoláš Aleš, který musel po připomínkách náchodských radních své návrhy upravit do honosnější podoby. Vlastní realizaci podle jeho návrhů provedl malíř Láďa Novák. Mikoláš Aleš se kvůli neshodám s městským zastupitelstvem nakonec ani nezúčastnil slavnostního otevření radnice. Radnice byla slavnostně otevřena 21. ledna 1904 za účasti řady hostů, které přivítal tehdejší starosta, významný textilní továrník Josef Bartoň z Dobenína. Později mezi významné návštěvníky radnice patřil například prezident T. G. Masaryk (1926) nebo sovětský generálmajor V. K. Zajončkovskij (1945), který se podílel na osvobození této části Československa.

## Popis

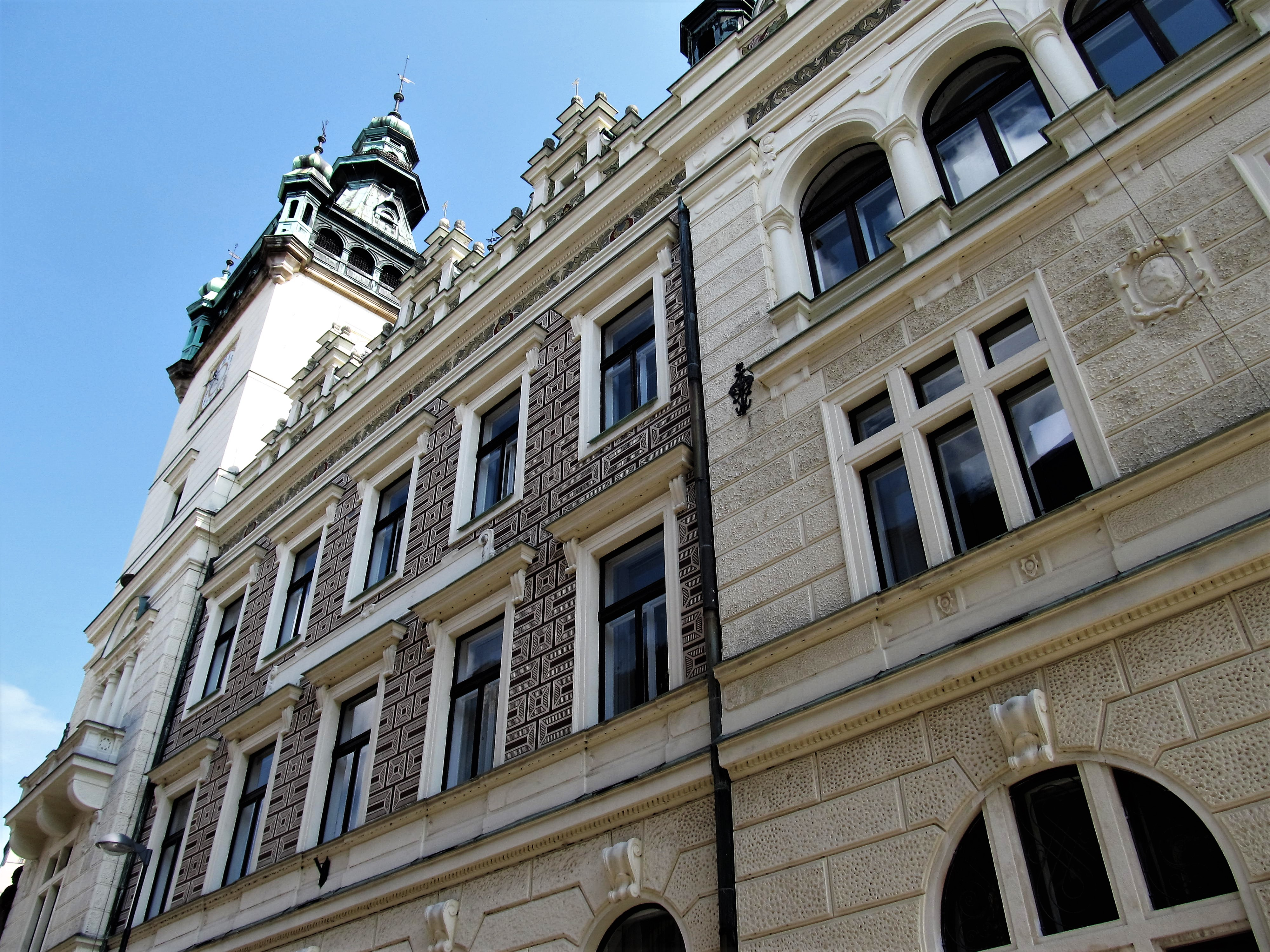
Průčelí radnice z Poštovní ulice

Nová radnice je honosná budova vystavěná v novorenesančním slohu počátkem 20. století. Jako nárožní objekt s vysokou věží je dominantním prvkem jihovýchodní části Masarykova náměstí. Kratšímu průčelí směřujícímu do náměstí vévodí architektonické prvky, delší fronta v Poštovní ulici je bohatá především na figurální a ornamentální výzdobu. Průčelní křídlo na náměstí kromě věže zdobí vysoký volutový štít s malbou krále Jiřího z Poděbrad, do náměstí směřuje i nárožní věž s třímetrovou sochou rytíře Hrona, zakladatele Náchoda. Delší fronta v Poštovní ulici má bohaté sgrafitové zdobení a čtyři renesanční štíty, v největším z nich je vymalován svatý Václav.
Z interiérů je nejvýznamnější obřadní síň ve druhém patře, dříve jednací sál městského zastupitelstva. Tento prostor o rozloze 120 metrů čtverečních jako jediný z celé radnice zůstal zcela dochován v původní podobě a dokládá zručnost místních řemeslníků z počátku 20. století. Dřevem obložený sál s kazetovým stropem má bohatou ornamentální a heraldickou výzdobu připomínající místní řemesla, sousední spřátelená města a významné osobnosti spjaté s dějinami Náchoda. Původní koberec se znakem města o rozměrech 5x5 metrů vyrobený v roce 1926 při příležitosti návštěvy T. G. Masaryka se nedochoval, nyní je v obřadní síni položen nový koberec vyhotovený v roce 2009 nákladem 560 000 Kč.

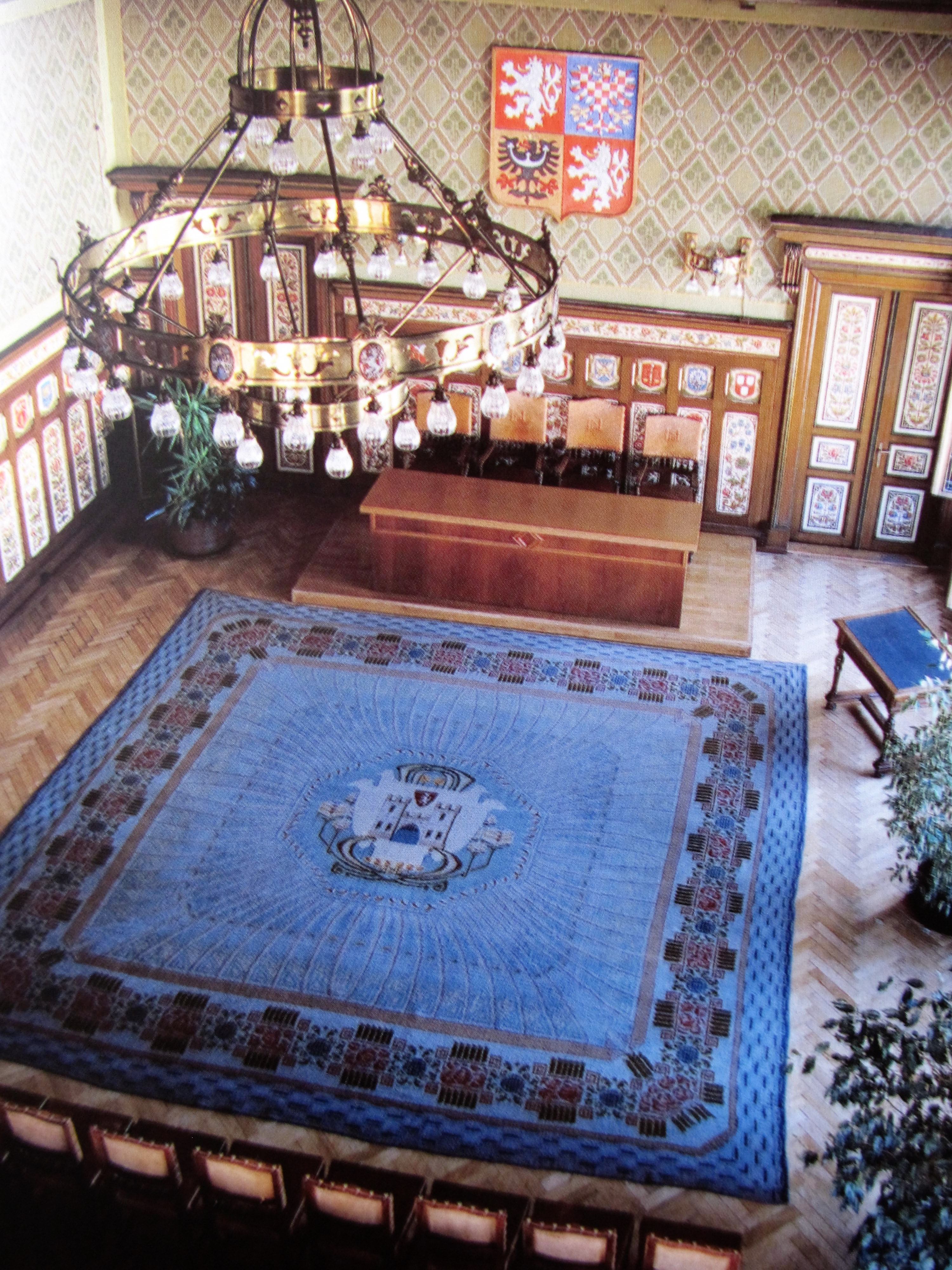
Obřadní síň náchodské radnice

Dalším dochovaným interiérem je salónek za obřadní síní, taktéž obložený dřevem a obohacený o mosazný lustr. Ostatní prostory radnice byly v průběhu let upravovány a modernizovány, kanceláře byly později vybudovány i na půdě v traktu v Poštovní ulici. Půdní prostor v průčelí do náměstí ale zůstal volný, aby nedošlo k porušení statiky kazetového stropu obřadní síně. Kromě obřadní síně je hodnotný i vstupní vestibul s mohutným schodištěm do prvního a druhého patra se zdobeným kováním (místní firma Otto Müller).
Obnovu sgrafit na fasádách provedl v letech 1971–1972 místní rodák, akademický malíř Bohumír Španiel, k úpravě interiérů došlo v letech 1979–1980, stavební opravy se snahou o zachování původních architektonických prvků probíhaly v letech 2006–2012, v roce 2017 byla opravena střecha. Ve druhém patře radnice dříve sídlilo Městské muzeum, nyní celou budovu využívá Městský úřad Náchod.